# Berliner EV 1886
Der Berliner Eislaufverein 1886 war der erste Eislaufverein Berlins und einer der ersten in ganz Deutschland.
Nach einem internen Streit spaltete sich 1888 der Eislaufverein Berlin (EV Berlin) ab.
1889 war der Verein Gründungsmitglied des Deutschen Eislauf-Verbandes. Ab 1893 war der Eiskunstläufer Oskar Uhlig Vorsitzender des Vereins. 1920 führte der Verein als einer der ersten das Frauenwahlrecht bei Vorstandswahlen ein.
Der Verein nahm an der ab 1909 ausgespielten Berliner Eishockeymeisterschaft teil, dem ersten Eishockey-Wettbewerb Deutschlands. Auch in den 1920er und 1930er Jahren beteiligte sich der Berliner EV an Eishockeyspielbetrieb in Berlin.

## Bekannte Sportler

### Eiskunstläufer
- Oscar Uhlig, Deutscher Vizemeister 1892
- Franz Zilly (1862–1916), Bronze EM 1891
- Artur Vieregg (1884–1946), Deutscher Vizemeister 1912
- Elisabeth Böckel, Deutsche Vizemeisterin 1921 und 1925, Bronze WM 1925
- Paula Schmidt, Dritte DM 1932 und 1934